# 荒川町

岩船地域における平成の大合併。当町は村上中心部に対し南に位置した。

荒川町（あらかわまち）は、かつて新潟県の北部に存在した町。2008年4月1日に村上市、神林村、山北町、朝日村と合併し、村上市となった。胎内市への通勤率は14.9%・村上市への通勤率は11.3%（いずれも平成17年国勢調査）。

## 地理
町の北部、神林村との境界部に荒川が流れ、町域には西部を中心に平野が広がっている。
- 山：高坪山
- 河川：荒川
- 湖沼：

### 隣接していた自治体
- 胎内市
- 岩船郡
  - 関川村、神林村

## 歴史
- 1889年4月1日 - 町村制施行に伴い、岩船郡 上保内村、中保内村、金屋村、南保内村、海老江村、大津村が成立。
- 1901年11月1日
  - 上保内村、中保内村が合併し、保内村となる。
  - 金屋村、南保内村、海老江村、大津村が合併し、金屋村となる。
- 1954年12月1日 - 保内村、金屋村が合併し、荒川町が発足。
- 2008年4月1日 - 村上市、神林村、朝日村、山北町と合併し、新たに村上市となった。

## 行政
- 町長：寺社四男

## 経済

### 産業
- 主な産業

稲作のほか、クロッカスなどの球根栽培が盛ん。

## 教育
- 新潟県立荒川高等学校（定時制）
- 新潟県立中条工業高等学校（2008年3月閉校）
- 荒川中学校
- 金屋小学校
- 保内小学校

## 施設

### 医療施設
- 新潟県立坂町病院

## 交通

### 鉄道路線
- 東日本旅客鉄道（JR東日本）
  - 米坂線、羽越本線
    - 坂町駅

### 道路
- 高速道路 
  - なし

※村上市との合併後に日本海東北自動車道が開通し、荒川胎内ICが設けられている。
- 一般国道
  - 国道7号、国道113号、国道345号
- 都道府県道
  - 主要地方道
    - 新潟県道3号新潟新発田村上線

## 名所・旧跡・観光スポット・祭事・催事
- 高坪山
- 獅子踊り：金屋、上鍜冶屋・下鍜冶屋、大津、坂町[2]

## 出身有名人
- 鈴木春祥 - 前中越高等学校野球部監督
- 村上幸子 - 演歌歌手